# Françoise Hemeryck
Françoise Hemeryck, coniugata Luciani (Omonville-la-Petite, 27 ottobre 1948), è un'ex cestista francese.

## Carriera
Con la Francia ha disputato i Campionati europei del 1970.